# Соломія Крушельницька (монета, 1997)
«Соломі́я Крушельни́цька» — ювілейна монета номіналом 2 гривні, випущена Національним банком України. Присвячена 125-річчю від дня народження видатної української оперної співачки Соломії Крушельницької (1872—1952 роки).
Монету введено в обіг 12 листопада 1997 року. Вона належить до серії «Видатні особистості України».

## Опис монети та характеристики
| Номінал грн. | Метал    | Маса, грамів | Діаметр, мм. | Якість виготовлення | Гурт     | Тираж, штук |
| ------------ | -------- | ------------ | ------------ | ------------------- | -------- | ----------- |
| 2            | мельхіор | 14,35        | 33,0         | пруф-лайк           | рифлений | 20 000      |

### Аверс

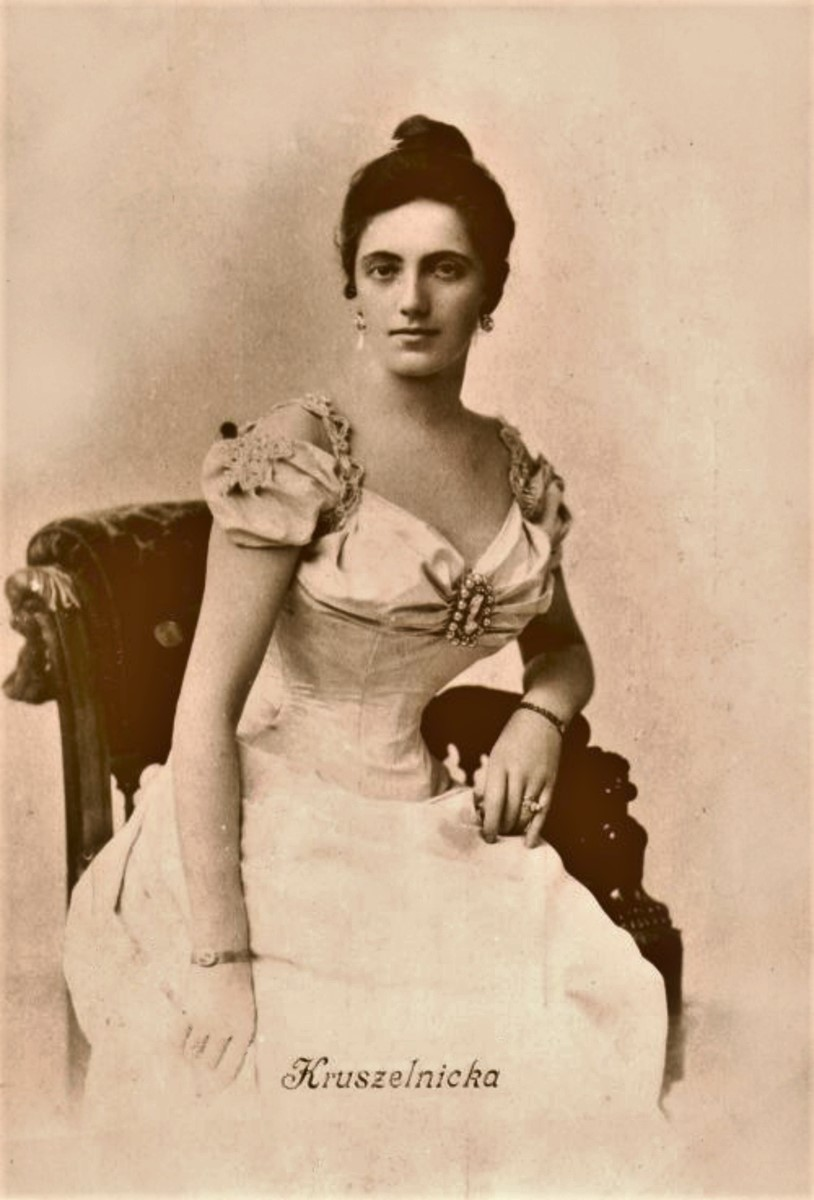
Соломія Крушельницька

На аверсі монети в центрі кола, утвореного намистовим узором, розмістили зображення малого Державного Герба України в обрамленні гілок калини. Над гербом розмістили дату «1997» — рік карбування монети. По колу написи: вгорі «УКРАЇНА», внизу у два рядки «2 ГРИВНІ». Написи відокремлені один від одного декоративними знаками.

### Реверс
На реверсі монети зобразили профільний портрет Соломії Крушельницької. По колу розмістили написи: вгорі «СОЛОМІЯ КРУШЕЛЬНИЦЬКА», внизу «1872-1952» — роки народження і смерті.

## Автори
- Художник — Швецов Валерій.
- Скульптор — Новотни Штефан.

## Вартість монети
Під час введення монети в обіг 1997 року, Національний банк України реалізовував монету за ціною 6 гривень.
Фактична приблизна вартість монети, з роками змінювалася так:
| Рік        | 2005 | 2006 | 2007 | 2008 | 2009 | 2010 | 2011 | 2012 | 2013 | 2014 | 2015  | 2016  | 2017  | 2018  | 2019  | 2020  | 2021  | 2022  | 2023  | 2024  | 2025  |
| ---------- | ---- | ---- | ---- | ---- | ---- | ---- | ---- | ---- | ---- | ---- | ----- | ----- | ----- | ----- | ----- | ----- | ----- | ----- | ----- | ----- | ----- |
| Ціна, грн. | 270  | 300  | 390  | 500  | 610  | 610  | 610  | 610  | 650  | 600  | 1 900 | 1 500 | 1 600 | 1 600 | 1 800 | 1 800 | 1 650 | 2 150 | 2 400 | 3 700 | 3 700 |